# Tadeusz Komsta
Tadeusz Komsta (ur. 17 grudnia 1932 w Czyżewie-Chrapkach, zm. 10 marca 1994) – polski rolnik, poseł na Sejm PRL VI kadencji.

## Życiorys
Syn Adama i Józefy. Uzyskał wykształcenie podstawowe. Chodził do szkoły przysposobienia rolniczego. Pełnił funkcje sołtysa i radnego Gromadzkiej Rady Narodowej w Czyżewie. W 1967 wstąpił do Zjednoczonego Stronnictwa Ludowego, gdzie był sekretarzem koła, a także członkiem Gromadzkiego Komitetu w Czyżewie. W 1972 uzyskał mandat posła na Sejm PRL w okręgu Łomża. Zasiadał w Komisji Spraw Wewnętrznych i Wymiaru Sprawiedliwości.